# Heidekönigin

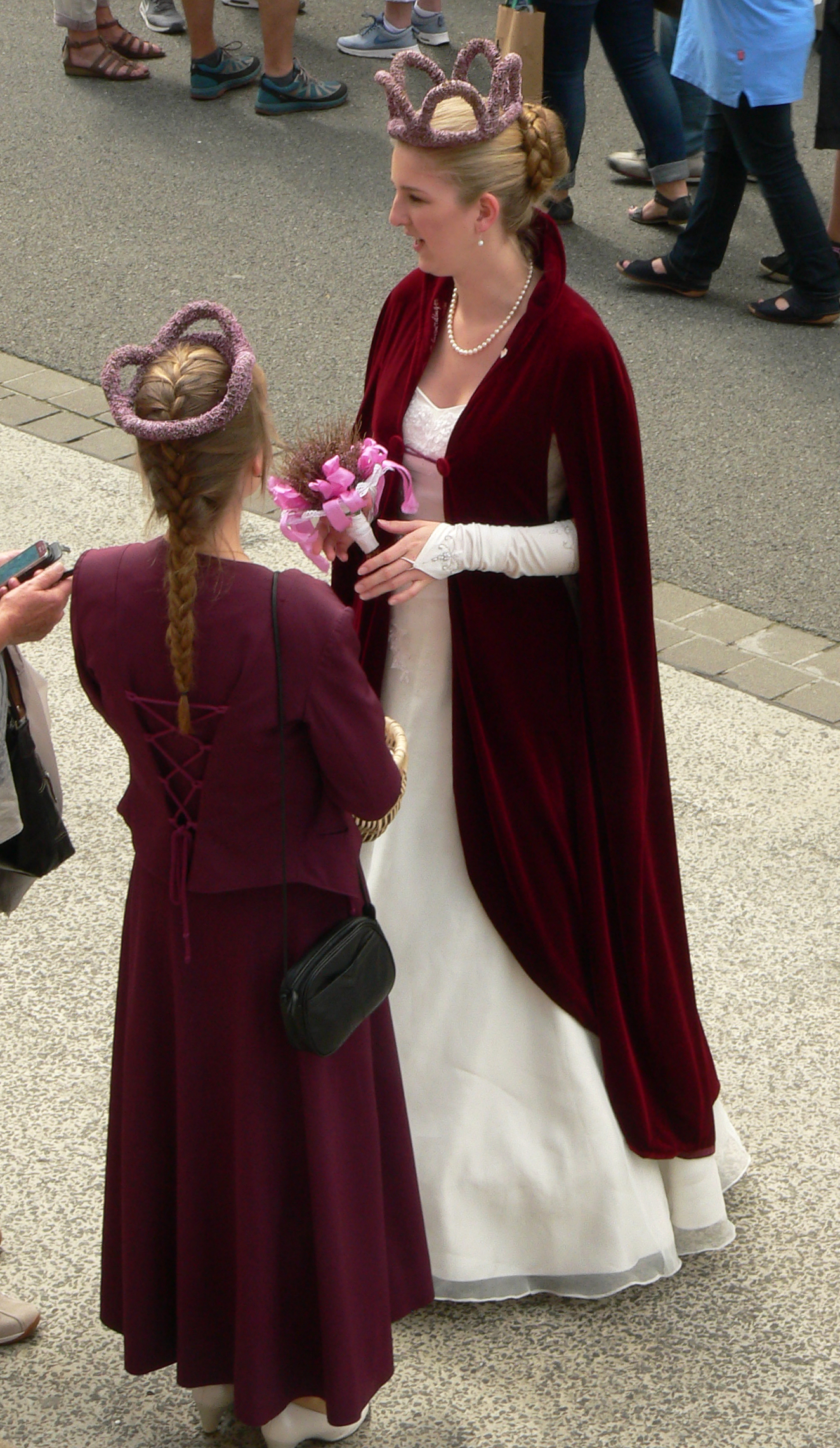
Heidekönigin aus Schneverdingen, 2017

Eine Heidekönigin ist eine als Produktkönigin für ein Jahr gewählte Repräsentantin eines bestimmten Ortes oder einer Region, die sich zumeist in einer Heidelandschaft befindet. Die Kür wird in der Regel im Rahmen eines Stadtfestes, wie etwa einem Heideblütenfest, zelebriert. Der Ablauf der Wahl unterscheidet sich dabei von Ort zu Ort.

## Veranstaltungsorte
Besonders verbreitet ist die Wahl einer Heidekönigin in der Lüneburger Heide in Niedersachsen. Die bekanntesten Wahlen finden seit 1922 in Schneverdingen und seit 1949 in Amelinghausen statt, wo seit 1955 auch das männliche Pendant, der Heidebock, gewählt wird. Die Amelinghausener Heidekönigin wird seit 1950 im Rahmen des Heideblütenfestes gekürt. Die vermutlich prominenteste ehemalige Heidekönigin ist die aus Amelinghausen stammende Jenny Elvers. Weitere Orte in der Lüneburger Heide mit einer Heidekönigin sind unter anderem Westerweyhe, Gifhorn, Meißendorf, Undeloh, Holm-Seppensen, Sprakensehl, Wittorf, Baven und Nemitz (Nemitzer Heide).
Aber auch außerhalb der Lüneburger Heide gibt es vereinzelt Wahlen zu Heideköniginnen. So kürt die Gemeinde Colbitz in der Colbitz-Letzlinger Heide in Sachsen-Anhalt und die im Naturschutzgebiet Feuchtwiese Vennheide liegende Gemeinde Steinhagen in Nordrhein-Westfalen jährlich eine Königin. Im brandenburgischen Zühlsdorf können auf dem jährlichen Heidefest neben den Frauen auch Männer zum Heidekönig gewählt werden.
Auch international finden vereinzelt Wahlen statt. So gibt es im schottischen Ort Forth seit 1932 eine Queen of Heather. Während der Highland Games in Otago in Neuseeland ist ein Programmpunkt ebenfalls die Wahl einer Heidekönigin. Im niederländischen Ede werden jährlich im Rahmen der Heideweek zwei Heideköniginnen gewählt.

## Die Heidekönigin in Kunst und Kultur

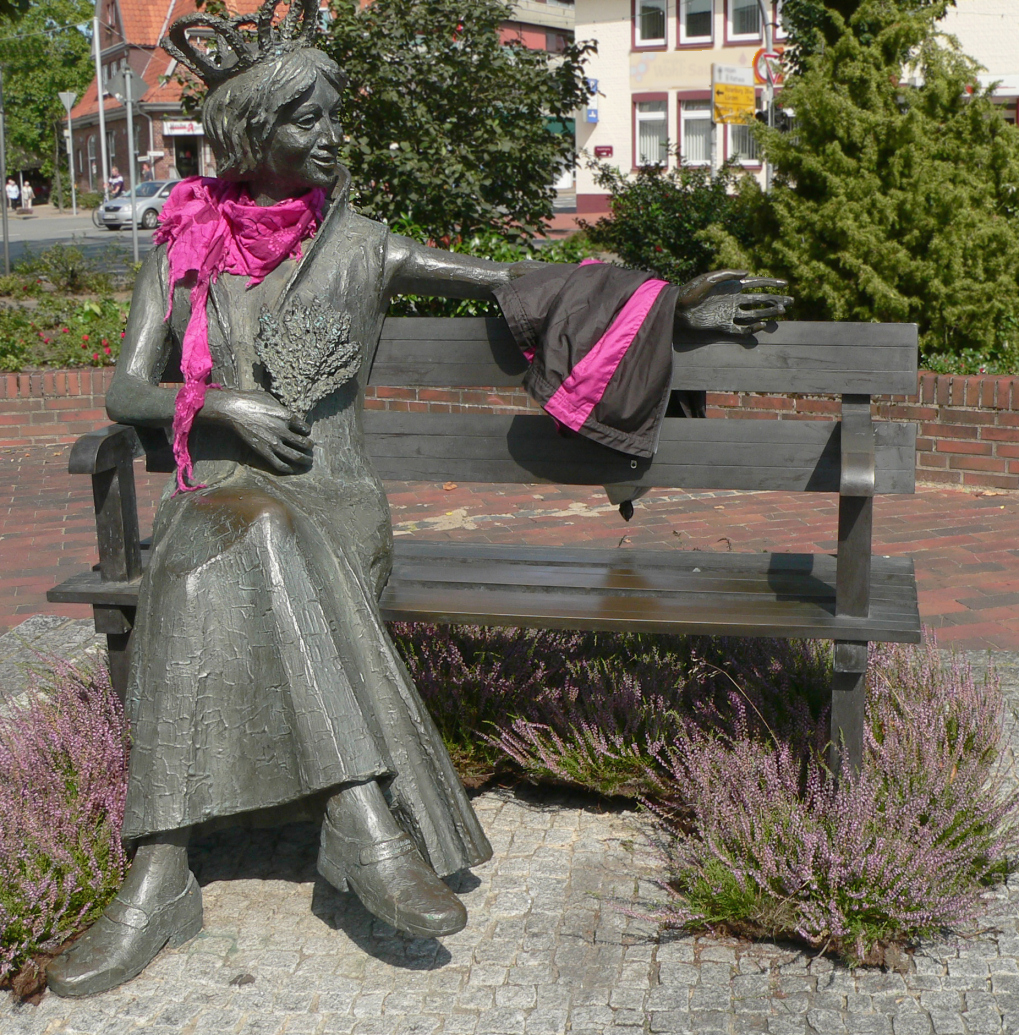
Skulptur Heidekönigin von Frijo Müller-Belecke in Schneverdingen

Die Autorin Anna Hottner-Grefe (1867–1946) veröffentlichte 1929 den Roman Susanne D’Obrie, die Heidekönigin. Die Schriftstellerin Elisabeth Schröder (1877–1953) schrieb ein Märchenspiel mit dem Titel Die Heidekönigin. Anne Teipels Kinderbuch Das Heidekrönchen aus dem Jahr 1950 erzählt die Liebesgeschichte zwischen der Heidekönigin Heidemarie und einem König.
In dem Film Wenn die Heide blüht aus dem Jahr 1960 wird die Protagonistin Anne Harkort, gespielt von Veronika Bayer, am Ende des Films zur Heidekönigin gewählt.
Friedrich-Josef „Frijo“ Müller-Belecke (1932–2008) schuf eine Bronze-Skulptur mit dem Titel Heidekönigin, die 2001 in Schneverdingen aufgestellt wurde.